# Лумбовка (село)
Лумбовка (йок.-саам. Лымбэсь) — село в городском округе ЗАТО Островной Мурманской области России.

## География
Село находится на берегу Лумбовского залива Белого моря между устьями рек Лумбовка и Каменка. 

## Население
| 2002 | 2010 |
| ---- | ---- |
| 21   | ↘11  |

### Половой состав
По данным Всероссийской переписи населения 2010 года, в гендерной структуре населения мужчины составляли 100 %.

## Улицы
В селе имеется одна улица — Авиаторов.

## Инфраструктура
На территории села размещён полигон авиации Северного флота России. 

## Достопримечательности
В 1883 году в летнем Лумбовском погосте была освящена церковь в память мученической кончины императора Александра II.